# Хонос
Хонос (лат. Honor, Honōs, персонификация чести) — древнеримский бог чести, которого почитали вместе с богиней доблести Виртус. Эти два божества часто имели один общий храм — храм Чести и Доблести. Виртус, Беллона, и Дискордия входили в постоянную божественную свиту Марса.
Старейший, сохранившийся до наших дней, храм города Рима, посвящённый Хоносу, был основан в 233 году до нашей эры знаменитым римским полководцем Квинтом Фабием Максимом Веррукозом во время войны.
На различных античных изображениях бога Хоноса, как правило, изображали в виде юноши, который держит в руках копьё, рог изобилия или оливковую ветвь.